# Џо Шустер
Џозеф „Џо“ Шустер (енгл. Joseph Shuster; Торонто, 10. јул 1914 — Лос Анђелес, 30. јул 1992) је био канадски стрип-цртач, најпознатији по стрипу Супермен у сарадњи са сценаристом Џеријем Сигелом.

## Младост
Рођен је у Торонту, Онтарио у породици сиромашних јеврејских имиграната - оца Џулијуса, пореклом из Ротердама и мајке Иде, пореклом из Кијева. У младости је Шустер радио као разносач дневних новина Торонто стар, док му је хоби било цртање. На Шустера је снажан утицај оставила атмосфера у редакцији великих градских новина те фантастични свет новинских стрипова.

## Стварање Супермена
Џо је био рођак Френка Шустера, у то време једног од најпопуларнијих канадских комичара. Када је Џоу било десет година, Шустерови се селе у Кливленд у Охају. Са деветнаест година, у сарадњи са Џеријем Сигелом започиње издавање краткотрајног часописа „Сајенс фикшн“. У то време Сигел је осмислио сценарио, а Шустер цртеже за новог супер-јунака који ће се неколико година касније појавити у стрипу. Ускоро их је издавачка кућа Ди-Си комикс (DC Comics) ангажовала на раду на неколико стрипова, а Сигел и Шустер су 1938. имали кључну улогу у настанку првог броја стрип-часописа Екшн комикс (Action Comics). У часопису се тада први пут појавио Супермен, нови супер-јунак који је постигао велики успех код читалаца и са којим ће започети раздобље названо "Златне године стрипа".
У првој епизоди стрипа, Суперменов алтер его, Кларк Кент је био запослен у дневним новинама Дејли стар које су назване по новинама у којима је Шустер некад радио. Историчари стрипа тврде да је и изглед Метрополиса, града у којем Супермен живи, пре заснован на изгледу Торонта него Њујорка. Када су стрипови о Супермену почели да излазе и на иностраном тржишту, назив новина је промењен у Дејли планет.

## Правна борба
Шустер је убрзо постао познат као коаутор једног од најпознатијих и комерцијално најуспешнијих измишљених ликова 20. века. У то време, у периоду "Велике депресије", веома је добро зарађивао од рада на Супермену. Међутим, права на његов и Сигелов рад припадала су њиховом послодавцу и када је компанија одбила да им исплати суму који су тражили, поднели су тужбу суду. Врховни суд државе Њујорк је 1948. донео пресуду да се Шустеру и Сигелу исплати по 60.000 долара, што је у оно време била велика сума (2011. би то било око 560.000 долара), али ништавна према милионима долара које је њихов послодавац зарађивао од продаје стрипа. Након ове пресуде, Шустер је напустио рад на стрипу, а његово и Сигелово име су уклоњени из заглавља стрипова Ди-Си комикса.
Сигел и Шустер су 1975. поново дигли глас због начина на који се Ди-Си комикс понео према њима. Због негативног публицитета који је тиме добио (као и због предстојећег филма о Супермену), Ди-Сијев партнер Ворнер комјуникејшонс поново је почео потписивати стрип њиховим именима и обојици одредио доживотну пензију од 25.000 долара годишње. Џо Шустер је умро 1992. у Лос Анђелесу, Калифорнија

## Цитати
Изјаве стрип-цртача Нила Адамса:
"Борио сам се за права Џерија Сигела и Џоа Шустера, Суперменових твораца. Други су згртали милионе док су њих двојица живели на рубу глади. Џери је био продавац, а Џо, готово слеп, живео је код брата, спавао на дечјем кревецу и радио као курир. Када сам за то сазнао, почео сам борбу за оно мало права која су им преостала када су већ напунили 60 година."
"Битка је трајала месецима, и понуда издавача је била бедна, али је барем омогућила овим људима да достојанствено проведу остатак живота. Знате ли шта су највише желели? Желели су да њихова имена поново буду повезана са њиховим јунаком — Суперменом! А зашто? Зато што их је то чинило људима. Њихов рад их је чинио људима."